# Statuia lui Bruce Lee din Mostar
O statuie a lui Bruce Lee a fost dezvelită pe 26 noiembrie 2005 în orașul Mostar, Bosnia și Herțegovina, de către sculptorul Ivan Fijolić⁠(d). Situată în parcul Zrinjevac, statuia în mărime naturală are 1,68 metri (5 ft 6 in) înălțime, puțin mai puțin decât înălțimea reală a lui Bruce Lee de 1,72 metri (5 ft 8 in), și a fost un simbol al solidarității în orașul divizat etnic până când a fost furată pe 4 martie 2024, fiind ulterior găsită tăiată bucăți.

## Istorie
Statuia a fost primul monument public dedicat lui Bruce Lee dezvelit în lume, o statuie din Hong Kong fiind dezvelită o zi mai târziu, marcând împlinirea a 65 de ani de la nașterea starului american din Hong Kong.
Proiectul statuii a fost condus de Mostar Urban Movement, un grup de tineri condus de Nino Raspudić și Veselin Gatalo, care au văzut statuia ca „o încercare de a pune sub semnul întrebării simbolurile, vechi și noi, prin amestecarea măreției cu cultura de masă și kung fu”. Într-un oraș care fusese sfâșiat în război de diviziunile etnice, dinamica vedetă de film era un simbol al „loialității, priceperii, prieteniei și justiției”. Lee a fost „suficient de departe de noi încât nimeni să nu poate întreba ce a făcut în timpul celui de-al Doilea Război Mondial” și „parte din ideea noastră de justiție universală – că băieții buni pot câștiga”. Lee, deși un american de origine chineză și celebru actor de arte marțiale, a reprezentat cel puțin un lucru care ar putea reduce diviziunea dintre locuitorii din Mostar: „Un lucru pe care îl avem cu toții în comun este Bruce Lee”.
La ceremonia de dezvelire a statuii au participat fanii locali ai lui Bruce Lee, reprezentanți ai guvernului german, care finanțase proiectul, precum și oficiali chinezi. Artele marțiale sunt populare în rândul populației tinere din Herțegovina, în special MMA⁠(d).
La scurt timp după aceea, sculptura a fost vandalizată, îndepărtată pentru reparații și adusă înapoi la sfârșitul lunii mai 2013. Atât bosniacii, cât și croații s-au plâns că statuia este o provocare, deoarece credeau că este îndreptată spre partea lor a orașului într-o poziție de luptă, așa că creatorii săi au rotit statuia pentru a fi orientată într-o direcție neutră.
Pe 3 martie 2024, statuia a fost furată, fiind găsită de poliție șase zile mai târziu. Suspectul îl tăiase în bucăți și plănuia să îl vândă ca fier vechi.